# Liste von Bergwerken im Kreis Minden-Lübbecke

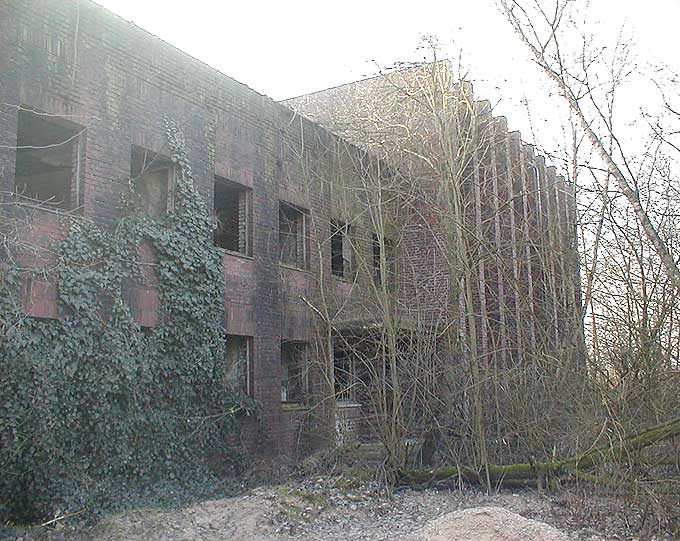
Verwaltungsgebäude und Waschkaue des Kohlenbergwerks Minden, Schachtanlage Notthorn, 2003

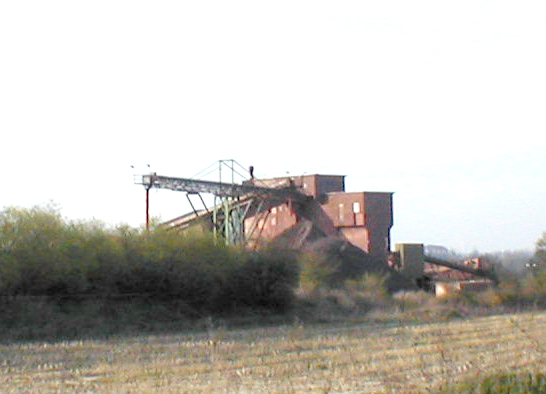
Grube Wohlverwahrt-Nammen, Zechengelände in Nammen, 2002

Die Liste von Bergwerken im Kreis Minden-Lübbecke umfasst die Bergwerke im ostwestfälischen Kreis Minden-Lübbecke in Nordrhein-Westfalen.

## Geschichte
Im Gebiet des heutigen Kreis Minden Lübbecke, der erst seit 1972 durch die Gebietsreform aufgrund des Bielefeld-Gesetzes entstanden ist, existieren ehemalige Steinkohlebergwerke, die inzwischen alle stillgelegt sind. Sie gehörten zum Mindener Revier.
Des Weiteren wurde sowohl im Wesergebirge als auch im Wiehengebirge Eisenerz abgebaut, um eine Grundlage für die Stahlindustrie zu bekommen. Am 8. Juli 1835 erhielt Johann Dinnendahl vom königlichen Oberbergamt in Dortmund die Erlaubnis, zwischen Kleinenbremen und Hausberge Eisenstein abzubauen. Heute existiert lediglich bei Nammen noch die Barbara Erzbergbau, die die Grube Wohlverwahrt-Nammen noch ausbeutet. Das gewonnene Erz wird jedoch für den Straßenbau und die Bauindustrie genutzt, eine Grundlage für die Stahlindustrie existiert hier auch nicht mehr.
Des Weiteren gab es im Bereich der Porta Westfalica alte Bergwerke bzw. Steinbrüche in den der Portasandstein abgebaut wurde. Der Stein wurde in Norddeutschland für Repräsentationsbauten wie der Kaiser-Wilhelm-Denkmal an der Porta Westfalica genutzt, die Steinbrüche bzw. Bergwerke sind inzwischen alle stillgelegt. Eine Aufstellung findet sich in der Liste von Bauwerken aus Portasandstein. Erwähnt werden muss noch die sogenannte U-Verlagerung, das sind ausgebaute Untertagebauwerke, die im Zweiten Weltkrieg in der Region für die Verlagerung kriegswichtiger Betriebe unter Tage genutzt wurden.
Das Bergwerk Kleinenbremen ist ein Besucherbergwerk in einem Teil der Grube Wohlverwahrt.

## Liste
Die Zeitpunkte bedeuten gegebenenfalls auch den Verleih der Rechte, Beginn der Teufe, beziehungsweise die Verfüllung und Abriss bis zur endgültigen Schließung. Eventuell standen die Anlagen auch zwischenzeitlich still oder waren außer Betrieb.

### Gebiet der Stadt Minden
| Name                                | Stadt und Ortsteil | Beginn | Ende | Anmerkungen                                                                                      |
| ----------------------------------- | ------------------ | ------ | ---- | ------------------------------------------------------------------------------------------------ |
| Eisenerzgrube Porta                 | Minden-Dützen      | 1935   | 1967 | Erzbergbau Porta-Damme AG, später zu Barbara Rohstoffbetriebe GmbH                               |
| Zeche Vereinigte Laura und Bölhorst | Minden-Bölhorst    | 1662   | 1886 | Von 1662 bis 1799 Steinkohlengruben Bölhorst, Aussicht, Glück Auf und Adelheid.                  |
| Zeche Preußische Clus               | Minden-Meißen      | 1834   | 1958 | Zuletzt firmiert als Kohlenbergwerk Minden, zu Ilseder-Hütte AG. Mehr dazu siehe Mindener Revier |

### Gebiet der Stadt Porta Westfalica
| Name                      | Stadt und Ortsteil             | Beginn | Ende  | Anmerkungen                                                                          |
| ------------------------- | ------------------------------ | ------ | ----- | ------------------------------------------------------------------------------------ |
| Grube Wohlverwahrt        | Porta Westfalica/Kleinenbremen | 1883   | 1952  | Zusammenlegung mit der Grube Nammen zur Grube Wohlverwahrt-Nammen. Besucherbergwerk. |
| Grube Nammen              | Porta Westfalica/Nammen        | 1938   | 1952  | Zusammenlegung mit der Grube Wohlverwahrt zur Grube Wohlverwahrt-Nammen              |
| Grube Wohlverwahrt-Nammen | Porta Westfalica/Nammen        | 1952   | heute | letztes aktives Eisenerzbergwerk in Deutschland, zu Barbara Erzbergbau GmbH          |